# قانون الكحول

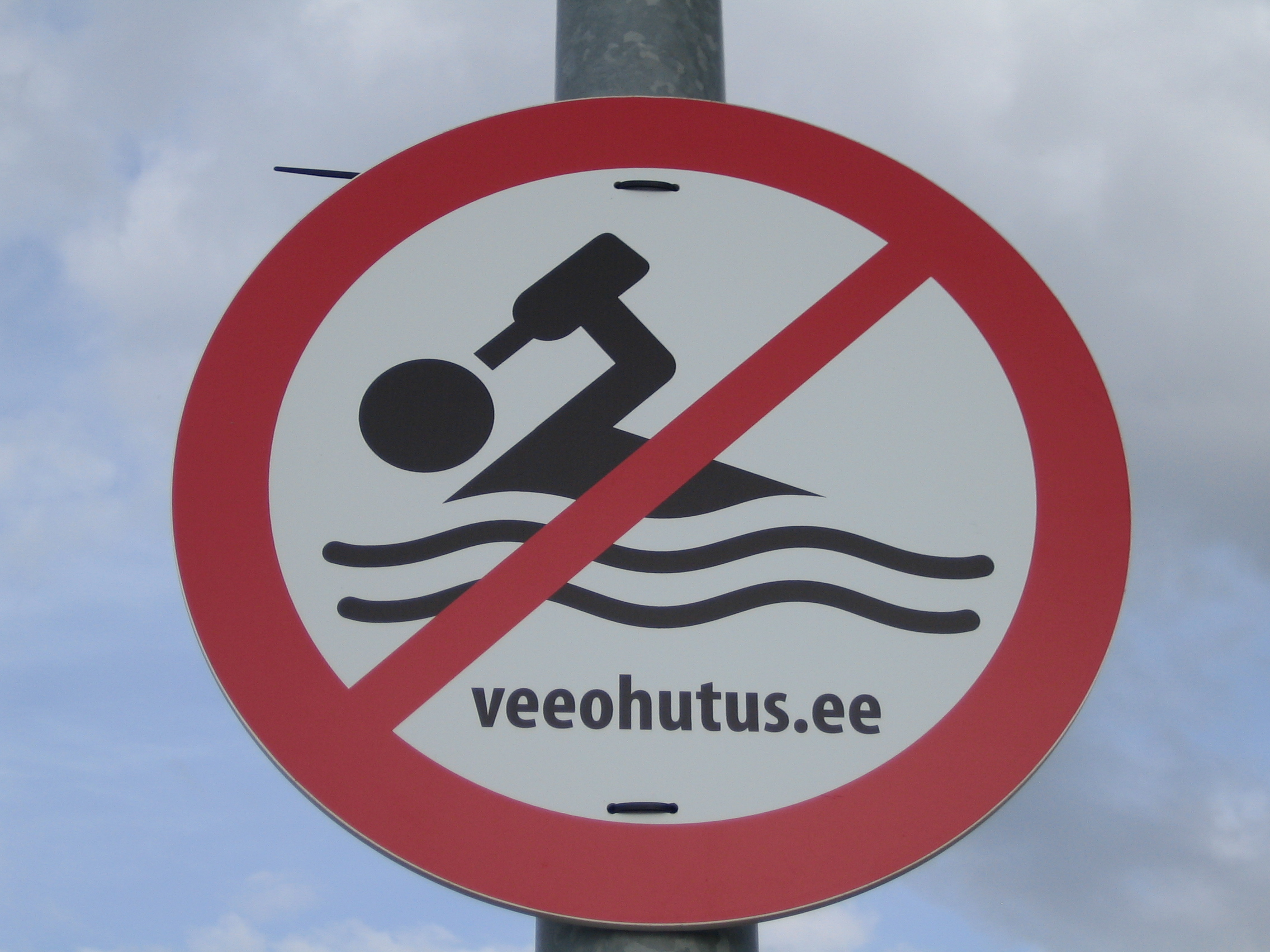
علامة تحذير

قوانين الكحول هي قوانين تتعلق بتصنيع الكحول واستخدامه تحت تأثيره وبيعه (المعروف أيضًا رسميًا باسم الإيثانول) أو المشروبات الكحولية التي تحتوي على الإيثانول.  تشمل المشروبات الكحولية الشائعة البيرة والنبيذ وعصير التفاح (الصلب) والمشروبات الروحية المقطرة (مثل الفودكا والروم والجن).
تُعرِّف الولايات المتحدة المشروبات الكحولية على أنها «أي مشروب في شكل سائل يحتوي على ما لا يقل عن نصف واحد بالمائة من الكحول من حيث الحجم» ولكن هذا التعريف يختلف دوليًا.  يمكن أن تقيد هذه القوانين أولئك الذين يستطيعون إنتاج الكحول، ومن يمكنهم شرائه (غالبًا مع قيود السن الدنيا وقوانين ضد البيع إلى شخص مخمور)، وعندما يمكن للمرء شرائه (مع تحديد ساعات من العرض و / أو أيام البيع)، ووضع العلامات والإعلان، وأنواع المشروبات الكحولية التي يمكن بيعها (على سبيل المثال يمكن لبعض المتاجر بيع البيرة والنبيذ فقط)، حيث  يمكن للمرء أن يستهلكها (على سبيل المثال الشرب في الأماكن العامة غير قانوني في أجزاء كثيرة من الولايات المتحدة)
ما هي الأنشطة المحظورة أثناء السكر (على سبيل المثال القيادة في حالة سكر)، وأين يمكن شراؤها.  في بعض الحالات، وحظرت القوانين حتى استخدام وبيع الكحول تمامًا، كما هو الحال مع الحظر في الولايات المتحدة من 1920 إلى 1933.

## حركة الاعتدال
الحركة المعتدلة هي حركة اجتماعية ضد استهلاك المشروبات الكحولية. ينتقد المشاركون في الحركة عادة تسمم الكحول أو تعزيز الامتناع الكامل مع التأكيد على القادة على آثار الكحول السلبية على الصحة والشخصية والحياة الأسرية. عادة ما تعزز الحركة تعليم الكحول، وكذلك مطالب بقوانين جديدة ضد بيع المشروبات الكحولية، أو أولئك الذين ينظمون توافر الكحول، أو تلك التي تحظرها تماماً.
خلال القرن التاسع عشر وأوائل القرن العشرين، أصبحت حركة الاعتدال بارزة في العديد من البلدان، ولا سيما البلدان الناطقة باللغة الإنجليزية والدول الاسكندنافية، وأدت إلى الحظر في الولايات المتحدة من 1920 إلى 1933.

### المنع
تحظر بعض الدول المشروبات الكحولية أو تحظرها في الماضي.  يلجأ الأشخاص الذين يحاولون الالتفاف على الحظر إلى تهريب الكحول - المعروف باسم التهريب أو تهريب الروم - أو صنع لغو، وهو مشروب مقطر في مكان غير مرخص.

#### كندا
فرضت كندا الحظر في بداية القرن العشرين، ولكنها ألغته في عشرينيات القرن الماضي.

#### الهند
في الهند يُحظر تصنيع أو بيع أو استهلاك الكحول في ولايات بيهار وجوجارات ومانيبور وناغالاند، بالإضافة إلى إقليم اتحاد لاكشادويب.  أصبح الحظر مثيرًا للجدل في ولاية غوجارات، وبعد حادثة يوليو 2009 التي نتج فيها التسمم على نطاق واسع عن الكحول الذي تم بيعه بشكل غير قانوني.
تحتفل جميع الولايات الهندية بأيام جافة في المهرجانات / المناسبات الدينية الرئيسية اعتمادًا على شعبية المهرجان في تلك المنطقة.  الأيام الجافة هي أيام محددة يتم فيها حظر بيع الكحول، وعلى الرغم من السماح باستهلاكها.  كما يتم ملاحظة الأيام الجافة في أيام التصويت.  يتم تحديد الأيام الجافة من قبل حكومة الولاية المعنية.  عادة ما تكون الأعياد الوطنية مثل يوم الجمهورية (26 يناير) وعيد الاستقلال (15 أغسطس) وغاندي جايانثي (2 أكتوبر) أيامًا جافة في جميع أنحاء الهند.

#### دول الشمال
شهدت دولتان من بلدان الشمال الأوروبي (فنلندا والنرويج) فترة من حظر الكحول في أوائل القرن العشرين.
في السويد، ونوقش الحظر بشكل مكثف، ولكن لم يتم تقديمه أبدًا، واستُبدل بنظام تقنين صارم ولاحقًا بقواعد أكثر تراخيًا، والتي تضمنت السماح ببيع الكحول في أيام السبت.
بعد انتهاء الحظر وإنشاء احتكارات حكومية للكحول مع قيود مفصلة وضرائب عالية.  وقد رفع بعض هذه القيود منذ ذلك الحين.  على سبيل المثال، وسُمح لمحلات السوبر ماركت في فنلندا ببيع المشروبات المخمرة فقط التي تحتوي على نسبة كحول تصل إلى 4.7٪ ABV،ولكن يُسمح لشركة Alko، التي تحتكر الحكومة، ببيع النبيذ والمشروبات الروحية.  تغيير قانون الكحول في فنلندا في عام 2018 ، مما سمح لمحلات البقالة ببيع المشروبات التي تحتوي على نسبة كحول تصل إلى 5.5%  هذا هو الحال أيضًا مع شركة Vinmonopolet النرويجية و Systembolaget السويدية (على الرغم من أن حد ABV المسموح به في محلات السوبر ماركت في السويد هو 3.5٪).